# Данилов, Алексей Ильич (сержант)
Алексей Ильич Данилов (19 января 1923 — 30 июня 1944) — советский танкист, стрелок-радист, участник Великой Отечественной войны, Герой Советского Союза (1945, посмертно). Гвардии сержант РККА.
В годы Великой Отечественной войны воевал в составе 3-й гвардейской танковой бригады.

## Биография
Родился 19 января 1923 года в деревне Коптево ныне Новодугинского района Смоленской области. Русский. Окончил среднюю школу.
Работал трактористом в колхозе, затем бригадиром тракторной бригады.

### Начало Великой Отечественной войны
В 1941 году, с началом Великой Отечественной войны, оказался на оккупированной территории и вместе со своим другом ушёл в лес. Вдвоём из винтовок стреляли по самолётам противника, пока за ними не начали охоту полицаи.
Через некоторое время они были пойманы и вместе с другими парнями и девушками деревни погружены в вагон и отправлены на принудительные работы в Германию. За Вильнюсом Алексею Данилову удалось бежать, и он 2 месяца пробирался к линии фронта по занятой немцами территории. Вышел к советским войскам у города Холм (Новгородская область).

### В Красной армии
В Красной Армии с 1943 года (призван Новодугинским РВК Смоленской области). Окончил полковую школу танкистов, овладел специальностью заряжающего и телеграфиста. Стрелок-радист (радиотелеграфист) танка Т-34 2-го танкового батальона 3-й гвардейской танковой бригады гвардии сержант А. И. Данилов — на фронте с июня 1944 года.
В ночь на 30 июня 1944 года экипаж танка Т-34-85 (командир танка парторг роты гвардии лейтенант П. Н. Рак, механик-водитель танка А. А. Петряев и стрелок-радист А. И. Данилов) прорвался через реку Березину в город Борисов Минской области по заминированному мосту, который сразу же взлетел на воздух.
Отрезанные от своих, танкисты в течение 16-ти часов сражались на городских улицах, уничтожив много живой силы и техники противника, а также вызвав панику среди немецкого гарнизона, чем способствовали освобождению города 1 июля 1944 года советскими войсками. Против советской машины были задействованы несколько немецких танков и самоходные орудия. В неравном бою советский экипаж погиб.
Указом Президиума Верховного Совета СССР от 24 марта 1945 года «за образцовое выполнение боевых заданий командования на фронте борьбы с немецкими захватчиками и проявленные при этом отвагу и героизм» гвардии сержанту Алексею Ильичу Данилову было посмертно присвоено звание Героя Советского Союза.

## Награды и звания
Советские государственные награды и звания:
- Герой Советского Союза (24 марта 1945, посмертно[2], медаль «Золотая Звезда» № 7020)
- Орден Ленина (24 марта 1945, посмертно)

### Память

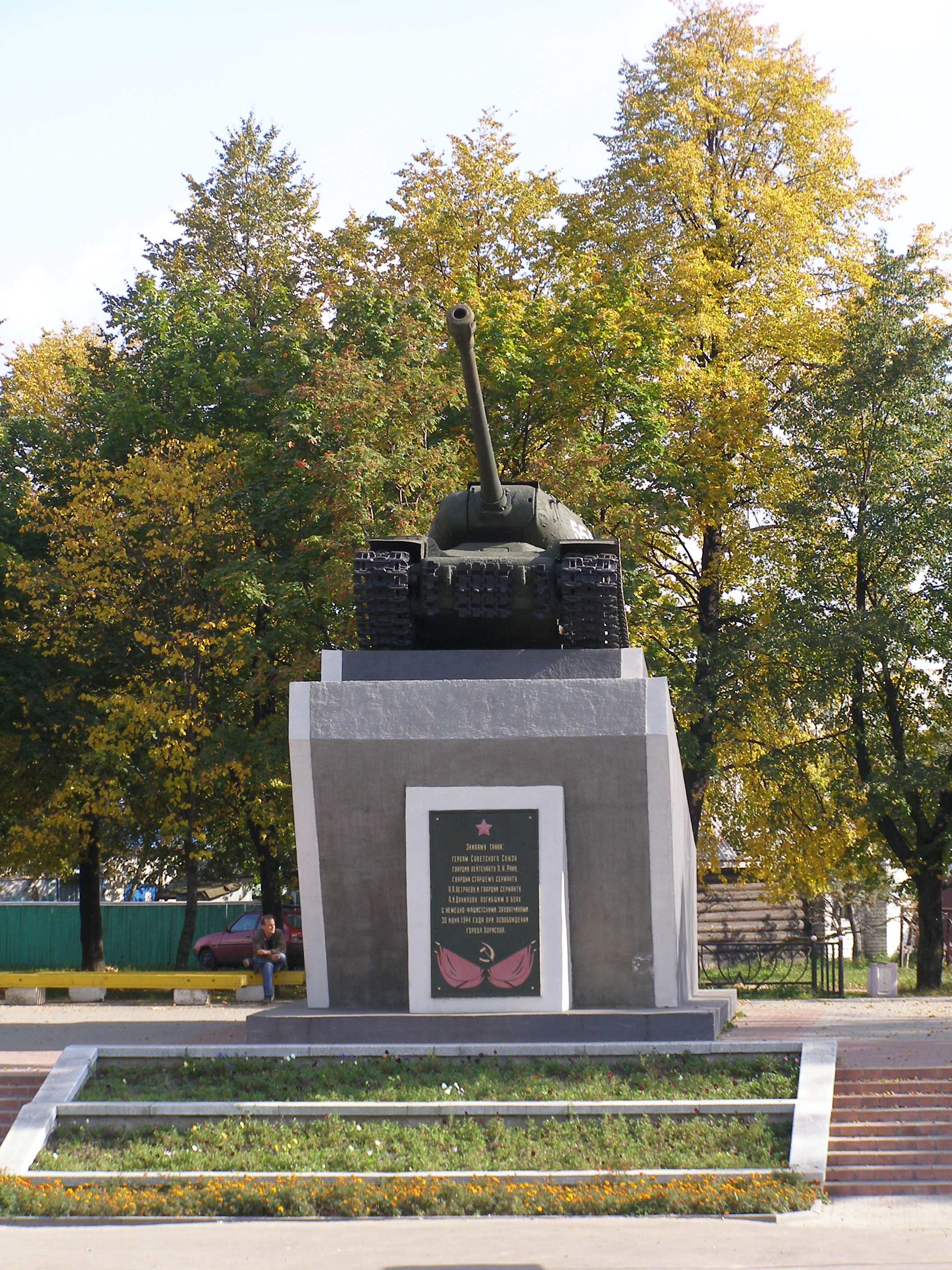
Памятник экипажу Павла Рака в Борисове.

Весь экипаж был похоронен в городе Борисове (воинское захоронение № 88). На трассе Минск-Москва возле автомобильного моста через реку Березина возведён монумент. На каменном пьедестале водружён танк ИС-2. Одна из улиц города была названа его именем, а в историко-краеведческом музее Борисова героям-танкистам посвящён специальный раздел.
На его родине, на Смоленщине, установлена мемориальная доска. Приказом Министра обороны СССР А. И. Данилов навечно зачислен в списки 5-й роты Н-ского гвардейского танкового полка.
Подвигу экипажа было посвящено много публикаций — в газетах, журналах, сборниках, в мемуарах военачальников, участвовавших в боях за освобождение Белоруссии. В частности, легендарному экипажу посвящена повесть Героя Советского Союза Н. С. Никольского «Ценою жизни».

## Семья
Мать — Мария Фёдоровна Данилова, в годы войны проживала в деревне Коптево ныне Новодугинского района Смоленской области.